# Yityish Aynaw

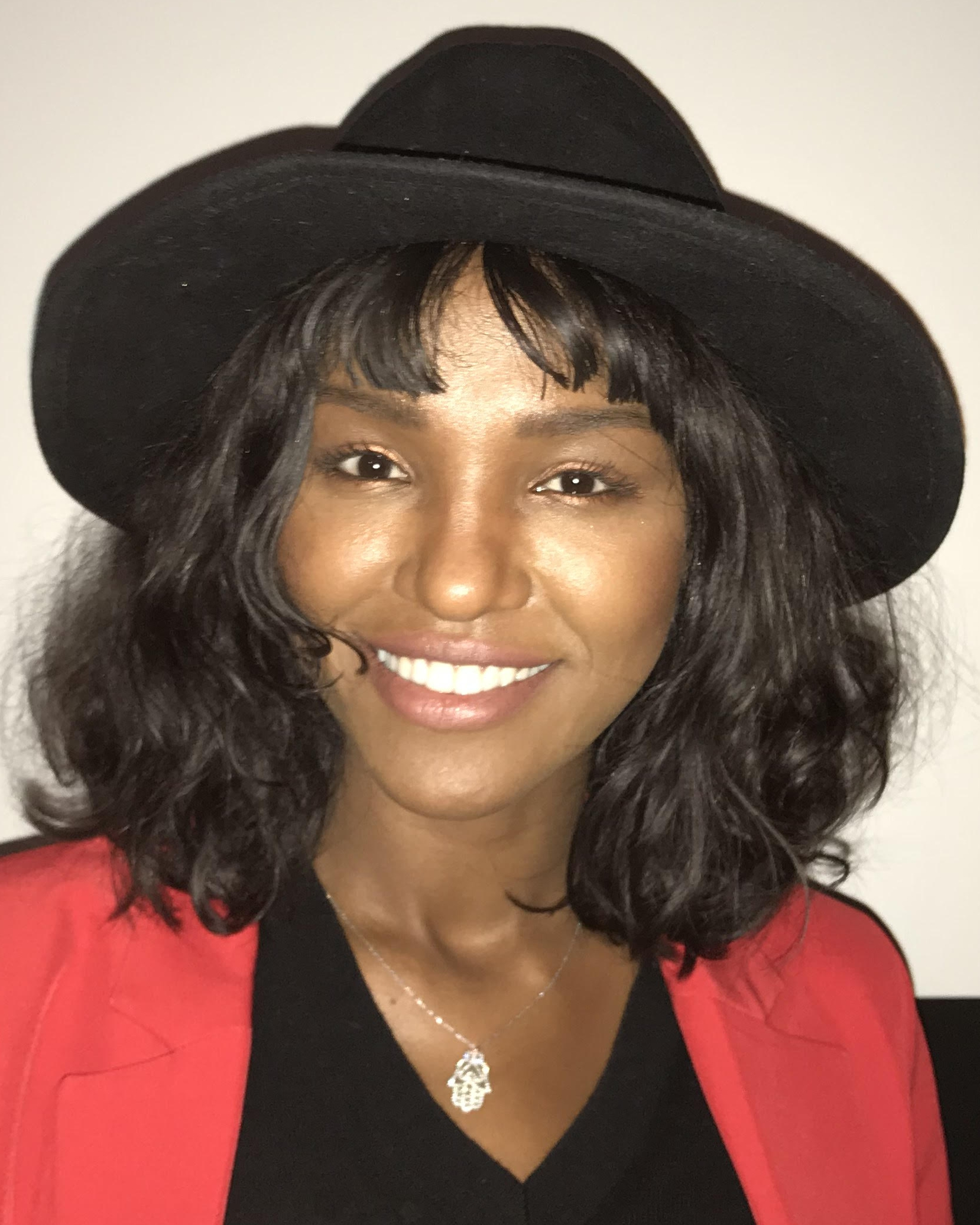
Yityish Aynaw (2017)

Yityish „Titi“ Aynaw (hebräisch טיטי איינאו, amharisch ይታይሽ አየነው; * 23. Juni 1991 in Gonder) ist ein israelisches Model.

## Leben
Im Jahr 2013 gewann sie den Miss-Israel-Contest. Sie ist die erste schwarze Israelin sowie die erste äthiopischstämmige Jüdin, die diesen Wettbewerb gewonnen hat. Sie lebt in Netanja, wo sie ein Schuhgeschäft leitet. Aynaw war zwölf Jahre alt, als sie aus ihrem Geburtsland Äthiopien nach Israel einwanderte.
Die Bewerbung zum Wettbewerb hatte, da Yityish Aynaw sich keine Chancen ausrechnete, eine Freundin eingereicht. Bis zu diesem Zeitpunkt verfügte Aynaw über keine Modelerfahrung.